# Amblyseius bellatulus
Amblyseius bellatulus är en spindeldjursart som beskrevs av Tseng 1983. Amblyseius bellatulus ingår i släktet Amblyseius och familjen Phytoseiidae. Inga underarter finns listade i Catalogue of Life.